# Topó Neurock Társulat
A Topó Neurock Társulat az 1980-as években működő alternatív rockegyüttes volt, amelyet Ivánka Csaba színész-rendező alapított 1982 novemberében a Várszínház műszaki dolgozóival. A zenekar első felállása: Ivánka Csaba (énekes-szövegíró), Lakatos Bétoven Dezső (szólógitár), Fodor Fodi István (basszusgitár) és Merena Sanyó Sándor (dobok).

## Pályafutása
A zenekar 1982 és 1992 között működött, Ivánka, Lakatos és Merena végig tagja volt. Rövidebb-hosszabb ideig játszott az együttesben Kovács Tamás, Patai Tamás, a Republic későbbi tagja, Gothár Ferenc, Román Péter, Pribil György, Nagy Lantos Balázs és Zsoldos Tamás. A koncerteken színészek és vendégzenészek egyaránt felléptek, mások mellett Tátrai Tibor, Török Ádám, Bubik István, Dunai Tamás, Mácsai Pál, Papadimitriu Athina és Soma.
Az együttes tagjai a Várszínházban, a Csíksomlyói passió próbáin ismerkedtek meg. A darabban Ivánka Jézus szerepét játszotta, míg Lakatos díszítőként, Fodor színpadmester-helyettesként, Merena pedig a kelléktár vezetőjeként dolgozott. Az első koncertet a Pannónia Szinkronstúdió büféjében adták.
1986 végén néhány hónapra egyesült a Tátrai Tibor és Török Ádám duóval. A Hungaroton engedélyezte néhány demo felvétel készítését a Rottenbiller utcai stúdióban. A Neurock című dalhoz ekkor forgattak videóklipet a Belvárosi Ifjúsági Házban.
Az együttes törzshelye a Belvárosi Ifjúsági Ház maradt. Rendszeresen fellépett a Kassák Klubban és a Józsefvárosi Klubban, valamint zenélt a Budai Ifjúsági Parkban, a Pataky Sándor Művelődési Házban, az Almássy téri Szabadidő Központban, a Fekete Lyukban, a Közgáz Klubban, az Egyetemi Színpadon, valamint a Petőfi Csarnokban. A nyolcvanas évek második felében a Topó a legtöbbet koncertező zenekar volt Budapesten havi 4-8 fellépéssel. A kisebb helyeken adott koncerteket munkavacsora szakította meg, amikor az együttes tagjai zsemléket és kockasajtokat osztottak a közönségnek.
A Kádár-korszak utolsó évtizedének kultúrpolitikai viszonyai között saját lemezt nem adhatott ki, ezért 1989 áprilisában megjelentette a Furnér 1 című, fából készült „farostlemezét”. Ezt a Magyar Rádióban Indry Gyula újságírónak köszönhetően meg is szólaltatták. A CrossRoads Records A mi forradalmunk címmel 2005-ben kiadta CD-n a zenekar 1989 karácsonyi koncertjét.
Az együttes 1996-ban elhunyt énekesének emlékét ápoló Ivánka Csaba Alapítvány  így összegzi weboldalán a zenekar működését: „Az együttes sikerének titka minden bizonnyal a szövegek szellemességében, a zenei humor és a kemény rock furcsa keveredésében, a groteszk, önirónikus előadásmódban, az őszinteségben és a felfokozott koncerthangulat ellenére, a mindezekből sugárzó szelíd humanizmusban rejlett”.
Patai Tamás 2005-ben így emlékezett az együttesre: „19-20 éves voltam. A Topó volt az első zenekar, akinek volt klubja, ahol rendszeresen játszottam. Most hogy kijött ez a lemez, nagyon boldog vagyok, tudom, rengeteg munka volt vele. Úgy gondolom, hogy a zenekar sokkal többet is megérdemelt volna. Már többször is gondoltunk rá, hogy újra kellene szervezni a csapatot, na de énekes nélkül? Ivánka Csaba egyéni és egyéniség volt. Személye pótolhatatlan”.
A Topó Neurock Társulat megszűnése után két évvel Ivánka Csaba életre hívta a Topó Hungarock Trupp nevű zenekart, amely 1996-ig koncertezett.

## Népszerűbb számok
- Rózsadombi asszonykórus
- Dunaparti blues
- Bunkócska
- Zöld erdőben
- Kocsma
- Vacsora előtti rock and roll
- ABC
- Humm Didi
- Anyám
- Jön a baj
- Tárgyak börtöne
- Feküdj alám!
- Elmúlt minden
- Döngölő
- Tiszta szívvel
- Ember vagyok
- Neurock
- Nem tudom
- Csináld a jót!
- Júj de jó a heavy metál[5]

## Számok
- Neurock
- Anyám
- Zöld erdőben
- Rózsadombi asszonykórus
- ABC

## Dokumentumfilm Ivánka Csabáról
- Kisfaludy András Neurock című dokumentumfilmje itt nézhető meg